# Taphronota sabaudum
Taphronota sabaudum är en insektsart som först beskrevs av Giglio-tos 1907.  Taphronota sabaudum ingår i släktet Taphronota och familjen Pyrgomorphidae. Inga underarter finns listade i Catalogue of Life.